# 행온 (비디오 게임)
《행온》(Hang-On, ハングオン)은 1985년 스즈키 유가 디자인하고 세가 게임즈가 출시한 모터사이클 아케이드 게임이다. 이것은 16 비트 시스템 아래 등축투영법과 높은 프레임 레이트를 이용한 세가의 "슈퍼 스케일러" 기술을 사용한 게임 중 하나로 손꼽히며, 실제 제작된 아케이드 캐비넷에서 몸으로 조종할 수 있는 게임 중 하나이기도 하다. 이 기능은 이후 다른 아케이드 게임들이 몸을 움직여 사용할 수 있도록 하게 하는 주 요인이 되었다.
게임은 또한 세가 마스터 시스템으로도 만들어졌는데, 일본 바이크 잡지를 본 스즈키 유가 "행 온(실제로는 행 오프)"이라는 이름을 따오게 되었다. 행 오프는 바이크가 기울어졌을 때, 주행자와 노면 사이에서 연기가 일어나는 오토바이 기술이다. 실제로 행 오프라는 이름으로 출시되기로 하였으나, 스즈키 유가 이를 반대하면서 위 이름으로 출시되었다. 1995년의 인터뷰에서, 그는 이때까지의 출시작들 중 가장 인상깊은 게임 출시였다고 말했다.
1987년에 아케이드 후속작 《슈퍼 행온》이 출시됐고, 1995년에 세가 새턴으로 또다른 후속작 《행온 GP '95》가 발매됐다.

## 게임 플레이
모터 사이클의 시점 아래 직선과 곡선 주행로에서 주어진 시간까지 중간지점에 도달해야 하며, 각각의 체크포인트를 지나 시간을 더 벌어야 한다. 만약 체크포인트를 지나지 못할 경우, 시간이 끝나면서 게임 오버 상태가 된다.
주행 도중 간판에서 말보로 담배 회사를 패러디한 "말볼", 브리지스톤과 그들의 타이어 광고(데서트 듈러), 셸, TAG, 가렐리 사, 존 플레이어 스페셜 담배회사의 광고를 볼 수 있다. 실제 아케이드 광고에서는 말보로의 색상을 넣은 오토바이를 넣었는데, 이는 당시 기종 야하마 YZR500을 후원하던 회사가 말보로였기 때문이다. 이후 1989년에 나온 수퍼 모나코 GP 역시 담배 광고를 넣었으나 금연이 대중화되면서, 아이들에게 악영향을 끼칠 수 있다며 논란에 휩싸였다.

## 아케이드 캐비닛 종류
이 게임에는 아케이드 캐비닛이 3가지 종류로 존재하였다. 첫번째는 일반 캐비닛에 핸들 바와 브레이크만 달아놓은 형태로, 대부분의 한국 오락실에서 존재하였다. 이 경우, 일부 오락실 점주들이 무단으로 카세트 테이프를 붙여 노래 '아파트'와 같은 대중 가요를 틀었다. 두번째는 첫번째 형태에서 자리만 배치한 상태의 형태였다. 세번째는 일반 사진에서 자주 보이는 상태의, 진짜 오토바이와 유사한 형태의 캐비닛을 설치한 경우다. 이 경우, 일반 외국 오락실에 설치되었고, 한국의 경우, 극소수의 대형 오락실에서 찾아볼 수 있었다.

## 평가
| 평가 |              |
| --- | ------------ |
| 평론 점수 평론사 점수 올게임 [ 1 ] CVG 8/10 (SMS) Sega Pro 78/100 (SMS) Génération 4 75/100 (SMS) [ 2 ] Tilt 13/20 (SMS) [ 3 ] VideoGame (BR) (SMS) [ 4 ] |              |
| 평론 점수 |              |
| 평론사 | 점수         |
| 올게임 | [ 1 ]        |
| CVG | 8/10 (SMS)   |
| Sega Pro | 78/100 (SMS) |
| Génération 4 | 75/100 (SMS) |
| Tilt | 13/20 (SMS)  |
| VideoGame (BR) | (SMS)        |

## 같이 보기
- 세가 AM2